# Xi'an Aircraft Industrial Corporation
Xi'an Aircraft Industrial Corporation (XAC) — китайська авіабудівна корпорація, дочірнє підприємство державного холдинга «Корпорація авіаційної промисловості Китаю». Це велике підприємство авіаційної промисловості Китаю, інтегроване з науковими дослідженнями та виробництвом. До складу корпорації входять Авіаконструкторський інститут військової авіації № 603 та Науково-дослідний інститут систем автоматизованого управління польотом № 618. Корпорація спеціалізується на проєктуванні та виробництві цивільних і військових літаків, зокрема винищувачів-бомбардувальників, бомбардувальників, транспортних літаків та літаків спеціального призначення. Штаб-квартира й виробничі потужності корпорації, заснованої 1958 року, розташовані переважно в районі Яньлян міста Сіань, займають загальну площу понад 3,7 мільйона квадратних метрів. Корпорація XAC має понад 9000 різних видів обладнання та налічує понад 19 000 співробітників.
З часу заснування 1958 року XAC розробила й виготовила понад 30 різних типів комерційних і військових літаків. Серед них перші в Китаї винищувач-бомбардувальник Xi'an JH-7, літак раннього попередження KJ-2000, стратегічний бомбардувальник Xi'an H-20, транспортний літак Xi'an Y-20.
З 1980 року розпочалося промислове співробітництво компанії Boeing з Китаєм, і станом на 1998 рік у всьому світі літало приблизно 2000 літаків Boeing, які містили частини, виготовлені спільно з XAC. Це — вертикальні кілі, горизонтальні стабілізатори, передні двері, внутрішні закрилки, алюмінієві та титанові кованки. У травні 1997 року був підписаний контракт на виготовлення XAC задньої частини фюзеляжу для двотурбогвинтового літака ATR 72..

## Продукція

### Турбогвинтові літаки
- Xi'an MA60 — подовжена версія Xi'an Y-7, який був виготовлений за ліцензією ДКБ Антонова Ан-24 для роботи в складних умовах з обмеженою наземною підтримкою та можливістю короткого злету та приземлення.[3];
- Xi'an MA600;
- Xi'an MA700.

### Бомбардувальники та винищувачі-бомбардувальники
- Xi'an H-6 — ліцензійна копія радянського реактивного бомбардувальника Ту-16
- Xi'аn H-8 — стратегічний бомбардувальник; проєкт скасований на ранній стадії розроблення.[4];
- Xi'an JH-7 — винищувач-бомбардувальник з модифікаціями;
- Xi'an H-20 — стратегічний бомбардувальник на стадії завершення.

### Транспортні літаки
- Xi'an Y-7 — двомоторний турбогвинтовий транспортно-пасажирський літак, ліцензійна копія радянського Ан-24. 1992 року шляхом зворотної розробки Ан-26 створена військово-транспортна модифікація. 2000 року перший політ здійснив літак Xi'an MA60 — результат глибокої модернізації Y-7[5]
- Xi'an Y-20 — військово-транспортний літак, розроблений за підтримки КБ «Антонов», здійснив перший політ 26 січня 2013 року.[6]